# Beinn Dhorain
Beinn Dhorain är ett berg i Storbritannien.   Det ligger i kommunen Highland och riksdelen Skottland, i den norra delen av landet, 800 km norr om huvudstaden London. Toppen på Beinn Dhorain är 555 meter över havet.
Terrängen runt Beinn Dhorain är huvudsakligen lite kuperad.  Närmaste större samhälle är Golspie, 18,3 km söder om Beinn Dhorain. Trakten runt Beinn Dhorain består i huvudsak av gräsmarker.